# Хребто, Семён Григорьевич
Семён Григорьевич Хребто (1918—1944) — старший сержант Рабоче-крестьянской Красной Армии, участник Великой Отечественной войны, Герой Советского Союза (1945).

## Биография
Семён Хребто родился в 1918 году в станице Новопашковская (ныне — Крыловский район Краснодарского края). После окончания неполной средней школы работал в колхозе. В мае 1941 года Хребто был призван на службу в Рабоче-крестьянскую Красную Армию. С начала Великой Отечественной войны — на её фронтах.
К сентябрю 1944 года старший сержант Семён Хребто был помощником командира взвода 120-го стрелкового полка 69-й стрелковой дивизии 65-й армии 1-го Белорусского фронта. Отличился во время освобождения Польши. 5 сентября 1944 года Хребто участвовал в боях на Сероцком плацдарме на западном берегу Нарева, отразив ряд немецких контратак и нанеся противнику большие потери. В разгар боя он заменил собой выбывшего из строя командира взвода и успешно руководил им. В декабре 1944 года Хребто пропал без вести.
Указом Президиума Верховного Совета СССР от 24 марта 1945 года старший сержант Семён Хребто посмертно был удостоен высокого звания Героя Советского Союза. Также посмертно был награждён орденом Ленина.

## Память

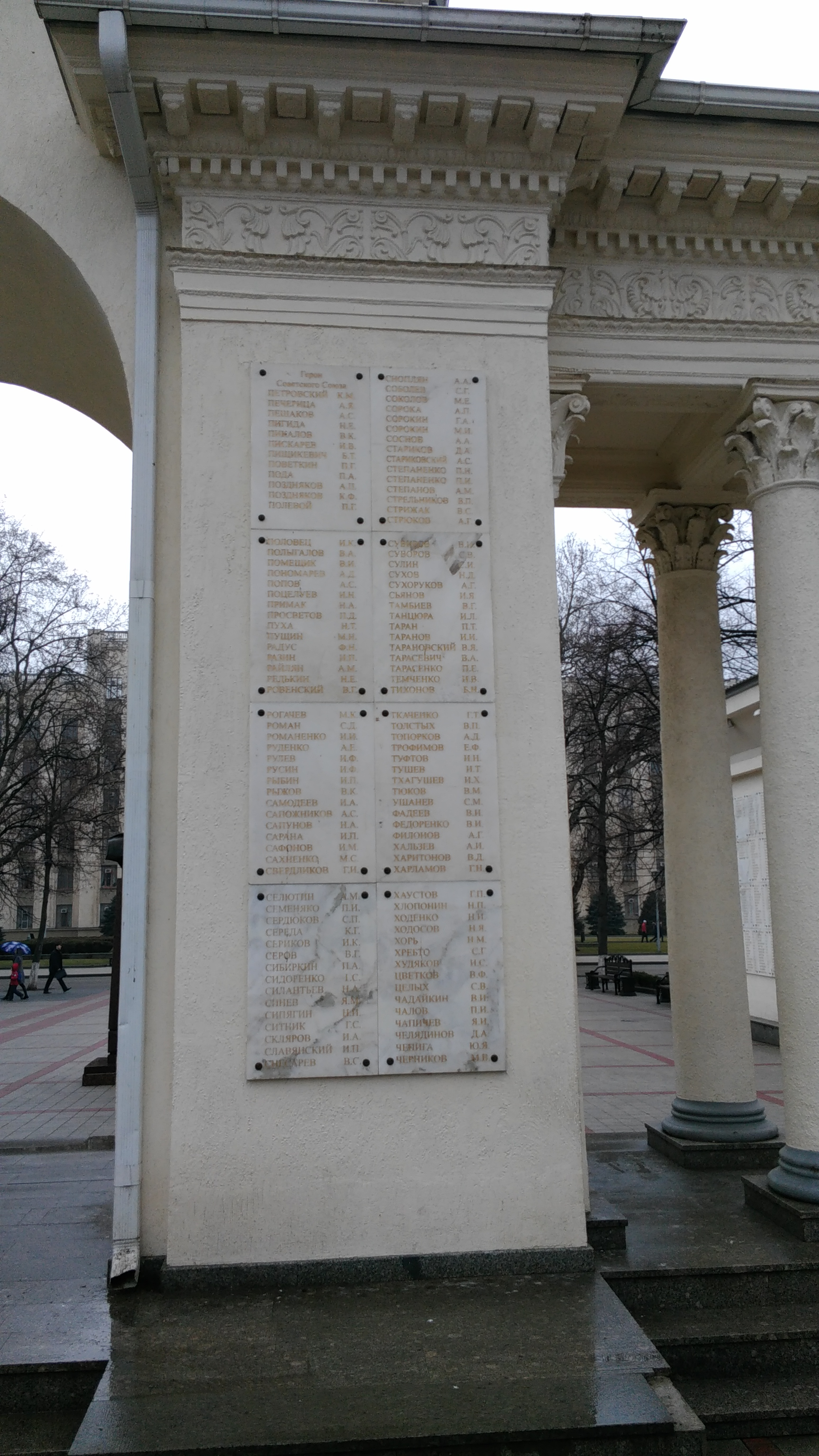
Имя Героя на мемориальной арке в Краснодаре.(П-Ч)

- Имя Героя увековечено на мемориальной арке в Краснодаре.
- Имя Героя высечено золотыми буквами в зале Славы Центрального музея Великой Отечественной войны в Парке Победы города Москвы.